# Johann Nopp
Johann Nopp, latinisiert auch Johannes Noppius, (* unbekannt; † 2. Juni 1642 in Aachen) war ein deutscher Jurist und Chronist der Geschichte der Stadt Aachen.

## Leben
Johann Nopp war Mitglied der Gesellschaft „Zum Bock“, welche die dritte Gaffel Aachens bildete. Ihr gehörten meist Gelehrte und Beamte an. 1629 wurde er zum Vorstand (Gräf) der Gesellschaft ernannt. 1634 folgte die Wahl zum Sekretär des Sendgerichts, wo er später auch die Stelle eines Syndikus beim dortigen Schöffengericht bekleidete. Nopp war verheiratet mit Kunigunde Heusch, einer Tochter des Aachener Baumeisters Johann Heusch, mit der er fünf Kinder, drei Söhne und zwei Töchter, hatte.

## Werk
Aufbauend auf Peter von Beecks Chronik Aquisgranum veröffentlichte Nopp 1632 eine Geschichte der Stadt Aachen unter dem Titel: Aacher Chronick, das ist eine kurtze, historische Beschreibung aller gedenckwürdiger Antiquitäten und Geschichten, sampt zugefügten Privilegien und Statuten. Auctore Joanne Noppio SS. LL. Doctore et Advocato etc. Gedruckt wurde das Werk in Köln bei Hartger Woringen. Nopps Chronik geht weit über der von Beecks hinaus durch eine starke Erweiterung und die Gliederung in drei Bücher. Das 1. Buch gibt eine Darstellung der Aachener Topographie und Verfassungsgeschichte, das Zweite widmet sich den historischen Ereignissen von 814 bis 1630 und das Dritte dokumentiert zahlreiche Urkunden. Die herausragende Bedeutung der Aacher Chronick wurde auch durch den Gebrauch der deutschen Sprache begünstigt.